# Family Matters (Nederland)
Family Matters was een Nederlands realitytelevisieprogramma van de publieke omroepvereniging NCRV. In het programma gaan een aantal jongeren met hun gezin werken aan de problemen die binnen het gezin worden veroorzaakt door het gedrag van het "probleemkind". De problemen zijn: gameverslaving, agressiviteit, onhandelbaarheid, verstoorde communicatie en dergelijke.

## Geschiedenis
In het eerste seizoen gingen vier gezinnen naar een boerderij op de Franse Pyreneeën. Daar gingen ze onder leiding van hoofdcoach Keith Bakker en andere coaches proberen de problemen in het gezin op te lossen. Op de boerderij sliepen de gezinnen in tenten. Door middel van opdrachten hielp Keith Bakker de gezinnen hun problemen op te lossen.
Het tweede seizoen startte in december 2009. Eerst kregen de gezinnen opdrachten die ze thuis uit moesten voeren, zoals 2,5 uur zonder enige afleiding aan tafel met elkaar zitten en praten. Later reden ze naar een ranch in een afgelegen gebied in het Spaanse Andalusië, waar ze drie weken lang met zichzelf en hun problemen werden geconfronteerd.

## Stopzetting
Voor het derde seizoen gingen Bakker en zijn team met de gezinnen naar Spanje. Dit seizoen zou vanaf december 2010 worden uitgezonden, maar enkele dagen voor de eerste uitzending maakte de NCRV bekend het programma van de buis te halen. Reden hiervoor was een bericht in de Telegraaf dat Bakker zich schuldig gemaakt zou hebben aan seksueel misbruik van vrouwelijke cliënten uit zijn verslavingskliniek Smith & Jones. De beschuldigingen werden door Bakker ontkend.